# Macdunnoughia tetragona
Macdunnoughia tetragona ist ein in Ostasien vorkommender Schmetterling (Nachtfalter) aus der Familie der Eulenfalter (Noctuidae).

## Merkmale

### Falter
Die Falter erreichen eine Flügelspannweite von 27 bis 34 Millimetern. Die Vorderflügeloberseite ist überwiegend grau gefärbt. Der Bereich im Mittelfeld zwischen der Medianader und dem Innenrand ist schwarzbraun und wird von sehr kräftigen, schwarzbraunen inneren und äußeren Querlinien begrenzt. Das silberweiß schimmernde Gamma-Zeichen ist zuweilen in zwei ovale Tropfen geteilt. Die Hinterflügeloberseite ist graubraun gefärbt. Am Thorax der Falter befindet sich ein dichtes Haarbüschel. Der Hinterleib ist pelzig behaart und besitzt weitere kurze Haarbüschel.

### Ähnliche Arten
Macdunnoughia purissima unterscheidet sich durch ein weniger dunkles, braunes Mittelfeld. Diese Art kommt überwiegend im Südosten Russlands sowie im Nordosten Chinas sowie in Korea und Japan vor. Lediglich im Qin-Ling-Gebirgszug sowie in Shennongjia gibt es eine geographische Überlappung mit Macdunnoughia tetragona.

## Verbreitung und Vorkommen
Das Verbreitungsgebiet von Macdunnoughia tetragona erstreckt sich von Tibet und der Himalayaregion sowie den Südosten Chinas und Indonesiens bis nach Taiwan. Die Art besiedelt bevorzugt bergige Gebiete. In Tibet wurde sie noch in einer Höhenlage von 3250 Metern nachgewiesen.

## Lebensweise
Die Falter fliegen schwerpunktmäßig zwischen Juni und August. Sie besuchen künstliche Lichtquellen. Die Raupen ernähren sich von krautigen Pflanzen. Details zur Lebensweise der Art müssen noch erforscht werden.